# Thelcticopis maindroni
Thelcticopis maindroni är en spindelart som beskrevs av Simon 1906. Thelcticopis maindroni ingår i släktet Thelcticopis och familjen jättekrabbspindlar. Inga underarter finns listade i Catalogue of Life.